# Museo civico archeologico Anton Celeste Simonini
Il Museo civico archeologico Anton Celeste Simonini è un museo archeologico situato a palazzo Piella, a Castelfranco Emilia in provincia di Modena. È intitolato all'artista omonimo castelfranchese.

## Storia

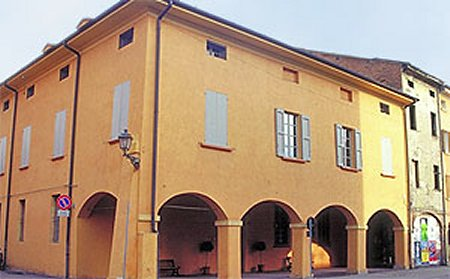
Palazzo Piella

Il museo civico archeologico è sorto nel 1999 in seguito alla individuazione, nell'ambito della raccolta civica preesistente, di materiale di interesse archeologico e di reperti rinvenuti in tempi successivi sul territorio.
Dagli anni novanta sono stati scoperti nuovi reperti in seguito alla conduzione di scavi archeologici in area urbana e non, da quelli di Forte Urbano a quelli di via Peschiera, di via Canale, o ancora di piazza Moro. 
L'amministrazione comunale ha individuato e riorganizzato gli spazi da adibire a museo e a deposito temporaneo e ha catalogato i reperti, selezionando quelli idonei a rappresentare il patrimonio locale, insieme alla Soprintendenza per i Beni Archeologici dell'Emilia-Romagna.
L'allestimento è stato rinnovato per rendere più interattiva l'esperienza museale. Il nuovo allestimento è stato inaugurato a dicembre 2021.

## Percorso museale
Il percorso museale si snoda in vari ambienti e rivisita la storia del popolamento nel territorio di Castelfranco dall'epoca preistorica sino alla nascita del Borgo Franco nel XIII secolo, da cui trae origine il centro odierno.

### Neolitico ed età del Bronzo
Il territorio di Castelfranco, infatti, partecipa appieno ai processi di occupazione dell'alta pianura emiliana che coincidono con l'insorgenza dell'epoca neolitica, qui rappresentata dal sito dei vasi a bocca quadrata di Cava Rondine di Piumazzo, e raggiungono l'apogeo con gli abitati di cultura terramaricola, documentati nell'area dai siti dei Poderi Pradella, Rastellino e Gaggio. Di particolare importanza è il ripostiglio di aes signatum rinvenuto nel 1897 nel podere Cappella: si tratta di un deposito di lingotti di bronzo contrassegnato risalenti al VI secolo a.C., da interpretarsi come mezzo di scambio premonetale o come riserva di un artigiano metallurgo in vista della produzione di nuovi manufatti.

### Età del Ferro
Proseguendo la visita, si scopre l'età del Ferro attraverso l'area archeologica detta al Galoppatoio, sede sia di un abitato villanoviano che della relativa necropoli ad incinerazione.

### Età etrusco-celtico
L'insediamento etrusco-celtico del Forte Urbano illustra a sua volta le caratteristiche del popolamento fra il V e la prima metà del IV sec. a.C., in un ambiente culturale fortemente etruschizzato.

### Età romana e medievale

Movimenti delle legioni delle due parti nella guerra di Modena

Per l'età romana, secondo le fonti antiche esisteva un antico centro abitato nei pressi della via Emilia, fra Bologna e Modena, chiamato Forum Gallorum, menzionato in relazione alla Guerra di Modena del 43 a.C. .
La fase della romanizzazione è ampiamente documentata da una serie di materiali, fra i quali una serie di epigrafi sepolcrali di diverso ambito cronologico che indiziano ricche sepolture dislocate sul territorio.
Un cippo milliario con dedica agli imperatori Valentiniano I e Valente, rinvenuto in località Noce, si ricollega invece a una sistemazione della via Emilia nel corso del IV sec. d.C..
A nord della via Emilia in direzione di Modena, le indagini più recenti su Castelfranco e il suo territorio hanno portato alla scoperta di una stazione di sosta caratterizzata da diverse fasi strutturali a partire dall'epoca repubblicana, costituita da stalle, vani di servizio e aree ad uso abitativo. Dopo un periodo di abbandono, in un momento non precisabile dell'età medievale il sito è stato nuovamente occupato in maniera stabile da un edificio di dimensioni più ridotte forse destinato all'accoglienza, un ospitale dedito all'assistenza ai viaggiatori, in analogia con altri complessi sorti lungo i grandi assi di percorrenza.

## Attività
Il servizio di apertura e visita della collezione e delle mostre temporanee è assicurato dalle locali associazioni di volontariato.
Il Museo civico archeologico svolge attività didattiche con le scuole e di aggiornamento per docenti.
Si occupa inoltre di ricerca scientifica e divulgazione attraverso mostre temporanee e pubblicazioni.
Una serie di mostre tematiche che hanno toccato vari aspetti della storia e della cultura locale è stata organizzata dal museo, in collaborazione con altri enti ed istituzioni.
Il museo cura la pubblicazione dei cataloghi delle mostre e di edizioni dedicate all'archeologia per i più piccoli e ai beni culturali e naturali del territorio. Il museo pubblica inoltre una rivista dedicata alle forme di religiosità attestate nel territorio nel passato.
A favore della tutela del patrimonio archeologico sono stati predisposti strumenti a supporto della pianificazione territoriale: la carta archeologica e la carta di rischio archeologico.
Il museo ha inoltre seguito direttamente l'esecuzione di uno scavo di emergenza di epoca romana e una campagna di scavo sull'area del villaggio dell'età del ferro del Forte Urbano, grazie alla collaborazione con la Soprintendenza per i Beni Archeologici dell'Emilia-Romagna.